# Aguçadoura
Aguçadoura era una freguesia portuguesa del municipio de Póvoa de Varzim, distrito de Oporto.

## Topónimo
Su nombre deriva de petra aguzadoira (piedra aguzada o piedra de aguzar herramientas agrícolas).

## Geografía
Se sitúa junto a la costa, a 6 km al norte de la ciudad de Póvoa de Varzim, teniendo como límites el mar al oeste, y las freguesias de Estela al norte, Navais al este y Aver-o-Mar a sur.
La freguesia estaba constituida por siete lugares: Santo André, Granjeiro, Caturela, Fieiro, Areosa, Aldeia y Codicheira.
Destacan las siguientes playas: Praia da Aguçadoura, Praia da Codicheira y Praia da Barranha.

## Historia
Aguçadoura era la freguesia más nueva del municipio de Póvoa de Varzim, pues fue creada el 14 de octubre de 1933, fecha en que se separó de la freguesia de Navais, a la que siempre había pertenecido.
La primera referencia histórica a esta población aparece en la Inquisición de 1258, "...in Petra Aguzadoira que est in termino de Nabaes."
La instalación de los primeros habitantes fue bastante difícil pues Aguçadoura se encuentra prácticamente sobre las dunas y la continua agresión de la arena movida por el viento impedía la fijación de las poblaciones.
Sólo a partir del siglo XVIII la población comienza a ganar algo de importancia, pues en 1730 ya contaba con cerca de 25 familias y a mediados del siglo XIX la población ya era superior al resto de la freguesia de Navais.
En 1874, la población erigió una capilla y establecieron como Titular de la Capilla Nuestra Señora del Buen Viaje, ya que casi todos los habitantes tenían parientes que emigraron a Brasil o a África.
Fue suprimida el 28 de enero de 2013, en aplicación de una resolución de la Asamblea de la República portuguesa promulgada el 16 de enero de 2013 al volverse a unir con la freguesia de Navais, formando la nueva freguesia de Aguçadoura e Navais.